# Station Tønder Nord
Station Tønder Nord is een spoorweghalte in Tønder in het uiterste zuiden van Denemarken. De halte wordt bediend door de trein van Esbjerg naar Tønder. Op werkdagen rijdt ieder uur een trein in beide richtingen.